# Teorema di Abel
In matematica, il teorema di Abel o teorema della convergenza radiale di Abel mette in relazione il limite di una serie di potenze (reale o complessa) con la somma dei suoi coefficienti. Prende il nome dal matematico norvegese Niels Henrik Abel.

## Enunciato
Sia:
{\displaystyle f(z)=\sum _{k=0}^{\infty }a_{k}z^{k}}
una serie di potenze con coefficienti reali o complessi e raggio di convergenza {\displaystyle R>0}. Se la serie numerica:
{\displaystyle \sum _{i=0}^{\infty }a_{k}R^{k}}
converge, allora:
{\displaystyle \lim _{z\rightarrow R}f(z)=\sum _{k=0}^{\infty }a_{k}R^{k}}
purché il limite sia valutato su una successione di numeri reali, o più in generale all'interno di un angolo di Stolz, cioè una regione del disco aperto di centro l'origine e raggio {\displaystyle R} in cui:
{\displaystyle |R-z|\leq M(R-|z|)}
per qualche {\displaystyle M} fissato (il teorema è valido per qualsiasi scelta di {\displaystyle M}). Senza questa restrizione il limite può non esistere.
Nel caso speciale in cui tutti i coefficienti {\displaystyle a_{k}} siano reali positivi per ogni {\displaystyle k} il limite per {\displaystyle z\to R} è valido anche quando la serie {\displaystyle \sum _{k=0}^{\infty }a_{k}} non converge, ma in questo caso ambo i membri della formula sono {\displaystyle +\infty }.

## Dimostrazione
Possiamo supporre {\displaystyle R=1}. Sottraendo una costante da {\displaystyle a_{0}}, si può assumere che:
{\displaystyle \sum _{k=0}^{\infty }a_{k}=0.}
Sia {\displaystyle s_{n}=\sum _{k=0}^{n}a_{k}\!}. Allora sostituendo {\displaystyle a_{k}=s_{k}-s_{k-1}}, con semplici manipolazioni della serie si ha:
{\displaystyle f(z)=(1-z)\sum _{k=0}^{\infty }s_{k}z^{k}.}
Dato {\displaystyle \epsilon >0}, sia {\displaystyle n} sufficientemente grande da consentire {\displaystyle |s_{k}|<\epsilon } per tutti i {\displaystyle k\geq n}. Si nota che:
{\displaystyle \left|(1-z)\sum _{k=n}^{\infty }s_{k}z^{k}\right|\leq \epsilon |1-z|\sum _{k=n}^{\infty }|z|^{k}=\epsilon |1-z|{\frac {|z|^{n}}{1-|z|}}<\epsilon M}
quando {\displaystyle z} è all'interno dell'angolo di Stoltz. Se {\displaystyle z} è abbastanza vicino a 1 si ha:
{\displaystyle \left|(1-z)\sum _{k=0}^{n-1}s_{k}z^{k}\right|<\epsilon }
in modo che {\displaystyle |f(z)|<(M+1)\epsilon } quando {\displaystyle z} è nell'angolo di Stoltz ed è anche abbastanza vicino a 1.

## Applicazioni
Se una serie di potenze:
{\displaystyle \sum _{k=0}^{\infty }a_{k}(z-z_{0})^{k}}
centrata in {\displaystyle z_{0}} converge in un punto {\displaystyle z_{1}}, allora essa ha raggio di convergenza {\displaystyle R} almeno:
{\displaystyle R\geq |z_{0}-z_{1}|.}
Il teorema consente di valutare diverse serie in forma chiusa. Ad esempio, quando {\displaystyle a_{k}={\frac {(-1)^{k}}{(k+1)}}} si ottiene:
{\displaystyle f(z)={\frac {\ln(1+z)}{z}},\qquad 0<z<1}
integrando la serie di potenze geometrica uniformemente convergente termine a termine sull'intervallo {\displaystyle [-z,+\infty ]}. In questo modo la serie {\displaystyle \sum _{k=0}^{\infty }{\frac {(-1)^{k}}{(k+1)}}} converge a {\displaystyle \ln(2)} per il teorema  di Abel. In modo simile, {\displaystyle \sum _{k=0}^{\infty }{\frac {(-1)^{k}}{(2k+1)}}} converge ad {\displaystyle \arctan(1)={\frac {\pi }{4}}}.
La funzione {\displaystyle f(z)} è la funzione generatrice della successione {\displaystyle \{a_{k}\}}.